# Mese (epika)

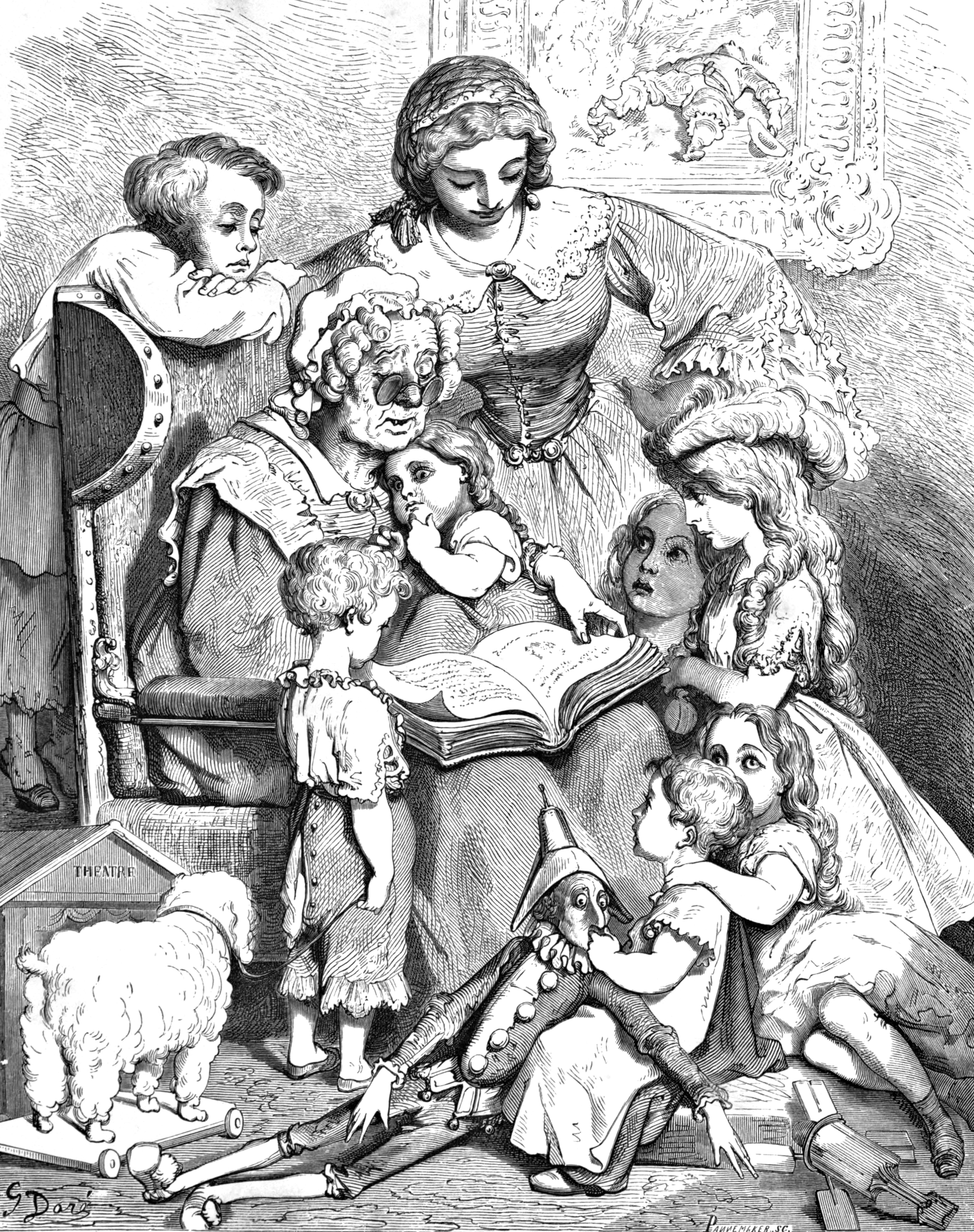

A mese epikai műfaj, melynek eredete a mítoszokon, mondákon, legendákon és eposzokon keresztül az írásbeliség előtti időkre nyúlik vissza. Fenomenológiai szempontból a mitológia és az elbeszélő irodalom között középen helyezkedik el. A kutatók véleménye megoszlik, hogy a mítosz a mesétől hol választható el. A különböző vallások is hatással voltak a mese kialakulására, amely gyakran a népi hiedelmekkel is keveredik.
Éppen ezért a régi mesék még nem gyermekek számára szóltak, hanem inkább felnőtteknek. A mai értelemben vett mese már kifejezetten gyermekeknek szól (gyermekmese) és a végkifejlet legtöbbször pozitív, a jó és rossz szerepe élesen elkülönül. A felnőtt mesék pedig ma már más, új műfajokba sorolhatóak, mint a fantasy, rémtörténetek stb. Habár a mesék között rengeteg az olyan, ami közös ősi gyökerekre épül, mégis népenként a hasonló kultúrkörök között is van eltérés a mese felépítésében és stílusában. A meséket eredet szerint két nagy csoportra oszthatjuk: „népmese”, mely kezdetben szájhagyomány útján terjedt és szerzője ismeretlen, illetve „műmese”, ahol a szerző személye ismeretes.

## A mese szó eredete és története
A „mese” szó ősi magyar kifejezés az ugor korszakból. Kezdetben monda jelölésére használták és megtalálható többek között a voguloknál és osztjákoknál is (törököknél: masal). A szó a 14. század végén „találós mesét” vagy kérdést jelent, majd a 15. században „elbeszélt, kitalált történet, példázat, aenigma” megfelelője lesz. Murmelius 1533-ban megjelent szójegyzékében a fabulát még „beszédnek” fordítja, megkülönböztetve a megtörténtet jelölő „história” kifejezéstől. A mese szó végül a mai értelmét a 18. században nyeri el.

## A mese kialakulása és története
Tágabb meghatározás szerint már maga a mítosz is mesének mondható, de a mítosznak gyakran van valóságmagva és gyakrabban játszódik létező helyszíneken, a történetet pedig átszövik az adott társadalom vallása, hiedelmei és a népi rituálék. Ezért számos meghatározás elkülöníti a mesét a mítosztól, amelyek szerint mítosz elvilágiasodása, a rituális és szakrális jelleg megszűnése, a hős demitologizálása vezet a mese kialakulásához.
Kerényi Károly kutató szerint:

„Amikor a nagy szertartások egészen kicsivé: elbeszéléssé és odahallgatássá, majd pusztán olvasássá zsugorodtak össze, az élet fenntartás nélkül való beleömlése önfeledt élvezetté, akkor meséről [.] van szó”
Popper Péter pedig azt írja:

„Ahol a mítoszt mesének tartják, a kultuszt gyermekded játéknak, ott barbárság honol.”
Más meghatározások szerint a mese közvetlen elődjének a hiedelemmondák tekinthetőek. Néha pedig a mese létrejöttének oka a természeti jelenségek magyarázatának hiánya. Így szólhat eredetmese arról miért sós a tenger, vagy az ősi kagylók maradványai a „balatoni kecskekörmök”, hogy kerültek a tóba. Ezáltal elfogadhatóbbá vált a megérthetetlen.

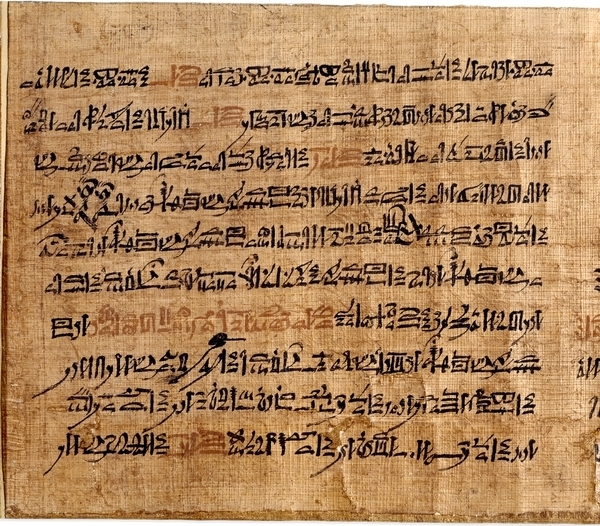
A két fivér története a D'Orbiney papiruszon, a British Museum gyűjteményében

Az általunk ismert egyik korai mesét, A két fivér történetét Egyiptomban írták le i. e. 1185 körül. Elképzelhető, hogy a történet valódi történelmi eseményekre utal; konkrétan a Merenptah fáraó halála utáni trónutódlási viszályra.
A nyugati mesék alapjai a görög és római kultúrából származnak, amelyek szerzőit részben ismerjük ma is. Európa számára Aiszóposz a meseirodalom alapítója. A Bibliában is számos mese található, mint például Noé vagy Jónás története. Az indoiráni kultúrkör szanszkrit nyelvű állatmese-gyűjteménye, a Pancsatantra a II.-III. századból származik. A hozzá hasonlóan szintén többszörös keretelbeszélés technikájával felépülő Az Ezeregyéjszaka meséinek első fennmaradt iratai i. sz. 800-ban készültek. Ez a mesegyűjtemény olyan jelentős meséket tartalmazott, mint az Aladdin és a bűvös lámpa, az Alí Baba és a negyven rabló, valamint a Tengerjáró Szindbád utazásai. Itt gyakori, hogy a fiktív helyszínek helyett valós városokban játszódik a mese története.
A középkorban megindulnak a meseátdolgozások és a műmeseírások. E korszaknak köszönhetően a lovagi világnak, a legendáknak számtalan új eleme épül bele a mesékbe, mint kóbor lovagok, sárkányok által elragadott raboskodó királykisasszonyok. Megjelenik a kereskedő- és vándordiák-motívum is. 1550-1555-ben Itáliában megjelenik az első korai mesegyűjtemény, a Giovanni Francesco Straparola által összegyűjtött, részint óitáliai novellák átdolgozását, részint eredeti népmeséket tartalmazó könyv Le piacevoli notti (Kellemetes éjszakák) címen. 1637-ben Giambattista Basile adja ki Pentamerone címen ötven mesét tartalmazó kötetét.

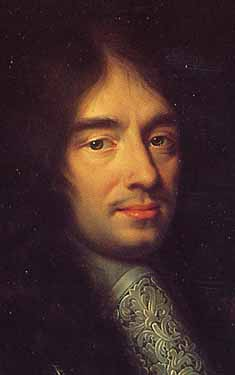
Charles Perrault

A klasszicizmus idején pedig az ókori állatmesék ihletik meg olyan írókat, mint La Fontaine. Jelentős mérföldkő, hogy a francia Charles Perrault 1697-ben kiadja Histoires ou Contes du Temps passé némileg átírt népmesegyűjteményét, aminek az alcíme a Lúdanyó meséi (Les Contes de ma Mère l’Oye) lett. Perrault szerepe az új műfaj kialakulásában jelentős. Számos már korábban létező népmesét Perrault írt le elsőként és ezen mese verziók váltak az alapértelmezetté, valamint később a Grimm fivérek ezeket dolgozták fel. Ilyen mese például a Hamupipőke, a Hüvelyk Matyi, a Csipkerózsika és a Piroska és a farkas.
Aulnoy grófnő tündérmeséi 1700-ban jelentek meg. A mese teljes megbecsülése és irodalmi műfajként való elfogadása sokáig váratott magára. Wieland azt tartotta, hogy kinyomtatni a meséket nem érdemes. A népköltészet kutatója, Herder egészen másképp vélekedett. Az ő könyvének (Stimmen der Völker in Liedern) hatására vezethető vissza a népmesék iránti fokozott érdeklődés. Musäus 1782-ben megjelent művében, a Volksmärchen d. Deutschenban értékesnek tartja a mese anyagát, habár a népmeséket átírja. A mese történetének egyik legjelentősebb pontja a Grimm fivérek munkája, amely aztán ösztönzőleg hatott egész Európában a népmesék összegyűjtésében, noha ezeket többé-kevésbé átírták a kor ízlése szerint.

### A modern mesegyűjtők története

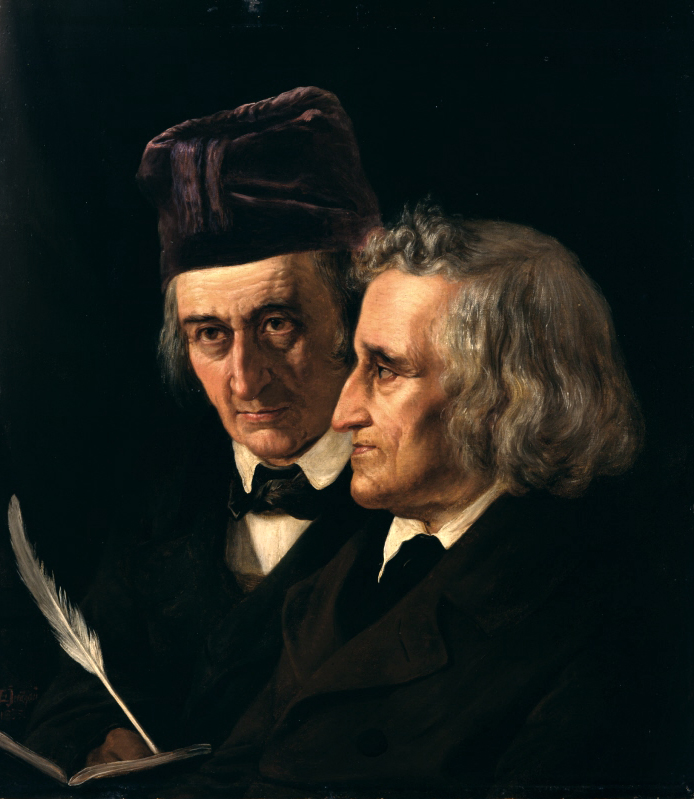
Grimm fivérek

A romantika igényeit felismerve a Grimm fivérek voltak azok, akik első alkalommal kísérletet tettek szájhagyomány által meglévő mesék összegyűjtésére és kiadására úgy, hogy megtartsák annak stílusát is. Érdeklődésük főleg a német mesékre korlátozódott és ezért számos német földön ismert, francia mese felvételét a gyűjteménybe elutasították. Végül az eredeti történetek és forma megtartása csak az első változatban valósult meg, amit 1812 és 1815-ben adták ki két kötetben, Gyermek- és családi mesék (Kinder- und Hausmärchen) címmel. Később a meséket átírták, népszerűbb és ezzel eladhatóbb formába. Meséik ekkor még inkább felnőtteknek készültek és nem hiányzott belőlük időnként a szexualitás sem. Ezeket a meséket aztán később Benedek Elek átveszi és szintén átírja, akárcsak az Ezeregyéjszaka meséit.
A Grimm fivérek munkájának hatására számos országban indult meg a népmesék összeírása. Az orosz Alekszandr Nyikolajevics Afanaszjev is hasonló gyűjtő munkát végez hazájában az 1850-es években és több mint 600 orosz népmesét gyűjt össze, hasonlóan a norvég Peter Christen Asbjørnsenhez (1842-1843) és honfitársához, Jørgen Moe-hoz vagy az angol Joseph Jacobshoz (1890-1912).

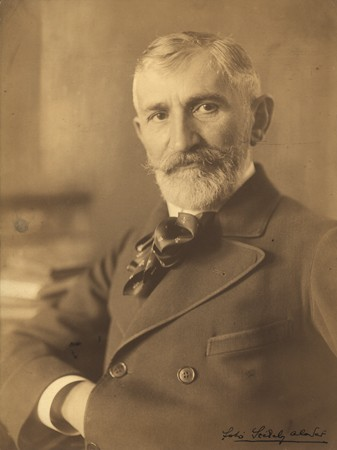
Benedek Elek

### A modern magyar mesegyűjtők története
Gaál György és gróf Mailáth János még német nyelven adtak ki először magyar népmese gyűjteményeket. Erdélyi János 1846 és 1848-ban adott ki a Kisfaludy-Társaság által két kötetes sorozatot, amely népköltészeti anyagot is tartalmazott. További gyűjtemények és kiadásuk: Kriza János Vadrózsák (1863), Merényi László (1861-63), Arany László (1862), Pap Gyula (1860-90), Kálmány Lajos (1867-1891) valamint Arany László, Gyulai Pál, Vargha Gyula (1872-1910).

### A műmese története

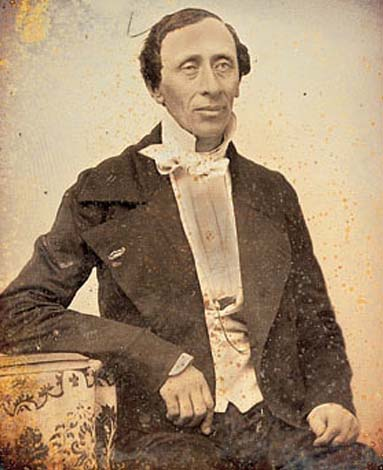
H. C. Andersen

A műmese eredete az ókorba nyúlik vissza és az írásbeliség megjelenése tette lehetővé, hogy egy mese szerzőjének személye fennmaradjon. Az első feljegyzett művek között tartjuk számon Homérosznál Kirké történetét, illetve Hésziodosznál a Sólyom és a csalogány meséjét. Már ekkor megjelenik külön műfajként az ún. állat-tanmese is Aiszóposz, Avianus, Babriosz, Szimonidész és Phaedrus által.
Shakespeare egyes műveiben is megtalálható számos mesei elem. La Fontaine fabula meséi 1668. és 1694-ben jelentek meg és „száz felvonású drámának” nevezi el. A műmese a francia rokokó idején fejlődött külön műfajjá. Felvilágosult szalonokban a felnőtt nemesség szórakoztatására alakult ki többek között Charles Perrault, Mlle de l'Héritier, d'Aulnoy bárónő közreműködésével. A 17.–18. századi francia meseirodalomban jelentek meg a tündérek, mint meseszereplők. A romantika idején a műfaj visszanyúlt a népmesei gyökerekhez. E. T. A. Hoffmann meséi már filozófiai tartalmat is hordoztak. A 19. századtól pedig a Grimm fivérek által gyűjtött mesefeldolgozások adtak új löketet a meseírásnak. Oscar Wilde számos remekművet alkotott. Ebben az időben a mesék még mindig inkább a felnőtt hallgatósághoz szóltak. H. C. Andersen nyomán alakult át a műfaj gyermekirodalommá (magyarra először Szendrey Júlia fordította), de még az ő esetében is számos komorabb hangvételű, nem gyermekek számára készült mese született. Művei a biedermeier korszak egyik legszebb alkotásai. Figyelemre méltó Rudyard Kipling 1902-ben megjelent gyermekkönyve, a Just So Stories for Little Children (magyarul több különböző címen publikálták) is. Kipling egzotikus tapasztalatai alapján írt olyan meséket, amely egy népi jelenség, a magyarázó eredet (pourquoi) mesék mintájára készült, így mesélve arról például, hogy lett hosszú ormánya az elefántnak. Az első kiadás illusztrációját az író maga készítette.

### A magyar műmese története
1817-ben jelentek meg Vitkovics Mihály meséi, melyeket egészen Aiszóposz szellemében írt. Szintúgy Czuczor Gergely is. Greguss Ágoston kisebb gyermekek számára írt meséit 1885-ben adta ki Képes mesék címén. Jelentős Fáy András munkássága, aki közel 700 rövid történetet írt. 

## A mese általános jellemzői
A mese korban, térben és kultúrában olyannyira nagy területet ölel fel, hogy bármely pontos definiálása valamilyen szempontból cáfolható lenne. Jobb híján általános, de nem kizárólagos meghatározásokat adhatunk, valamint szűkítve a mese meghatározást a mai értelemben használatos főleg a gyermekmesékre.
A műfaj sajátosságából adódóan a mese többnyire a múltban játszódó esemény, valamint a szerkezete, történet és jellem ábrázolása meglehetősen egyszerű. Ennek oka a népmesék esetén, hogy a szájhagyomány útján való terjedés nem adott teret összetettebb meséknek, kifinomult jellem ábrázolásnak. Később a műmeséknél ha gyermekeknek készült már az érthetőség szabott határokat. Azonban számos író a szerkezeti hagyomány követését is fontosnak tartja egyes felnőtt meséknél.
A klasszikus mese többnyire csodás, valószerűtlen elemekkel átszőtt általában fiktív térben és időben lejátszódó eseményeket ábrázol, a csoda természetes benne. A reális világot képviselő szereplők többnyire csak típusok (legkisebb fiú, öreg király, özvegyasszony, okos lány). Az események is valószerűtlenek, de egy sajátos, mesei logikán belül maradva az egyik esemény már lehetőbbé teszi a másikat. A szereplők élesen elkülönülnek jókra és rosszakra, a végkifejletben mindig diadalt arat a jó, a rossz pedig elnyeri méltó büntetését. Hagyományos mesének tekinthető tehát minden olyan fejlemény, amely a károkozástól vagy hiánytól különféle közbeeső funkciókon keresztül a házasságig, meggazdagodásig vagy más megoldás értékű funkcióig vezet. A világképe jellemzően egyszerű, történet és karakter ábrázolásban átmenetek nincsenek.
| „                           | Ebből is látszik, hogy színigaz, amit elbeszéltünk, nem pedig mese, hiszen a mesékben mindig diadalmaskodik az erény. | ” |
| – Stanisław Lem (Kiberiáda) | |   |

Azokban a kultúrákban, ahol a boszorkányokat és démonokat valóságosnak tekintik, a mese és legenda határai elmosódhatnak, mivel ekkor a mesét a mesemondó és a hallgató is úgy tekinti, mint aminek történeti vonatkozásai vannak. A mese azonban – az eposztól és legendától eltérően – csak felületesen hivatkozik vallásra, valóságos helyszínekre, személyekre vagy eseményekre.

## Mese típusai eredet szerint

### Népmese
A legősibb műfajok egyike. Írásos emlékek alapján mesék már több ezer éve léteznek, bár korábban nem tekintették külön irodalmi műfajnak őket. Mesével az eredeti, szájhagyomány útján terjedő formájában és irodalmi művekben is találkozhatunk. Az egyes mesék történetét azért is meglehetősen nehéz nyomon követni, mert csak írott formájukban váltak állandó formájú és tartalmúvá.

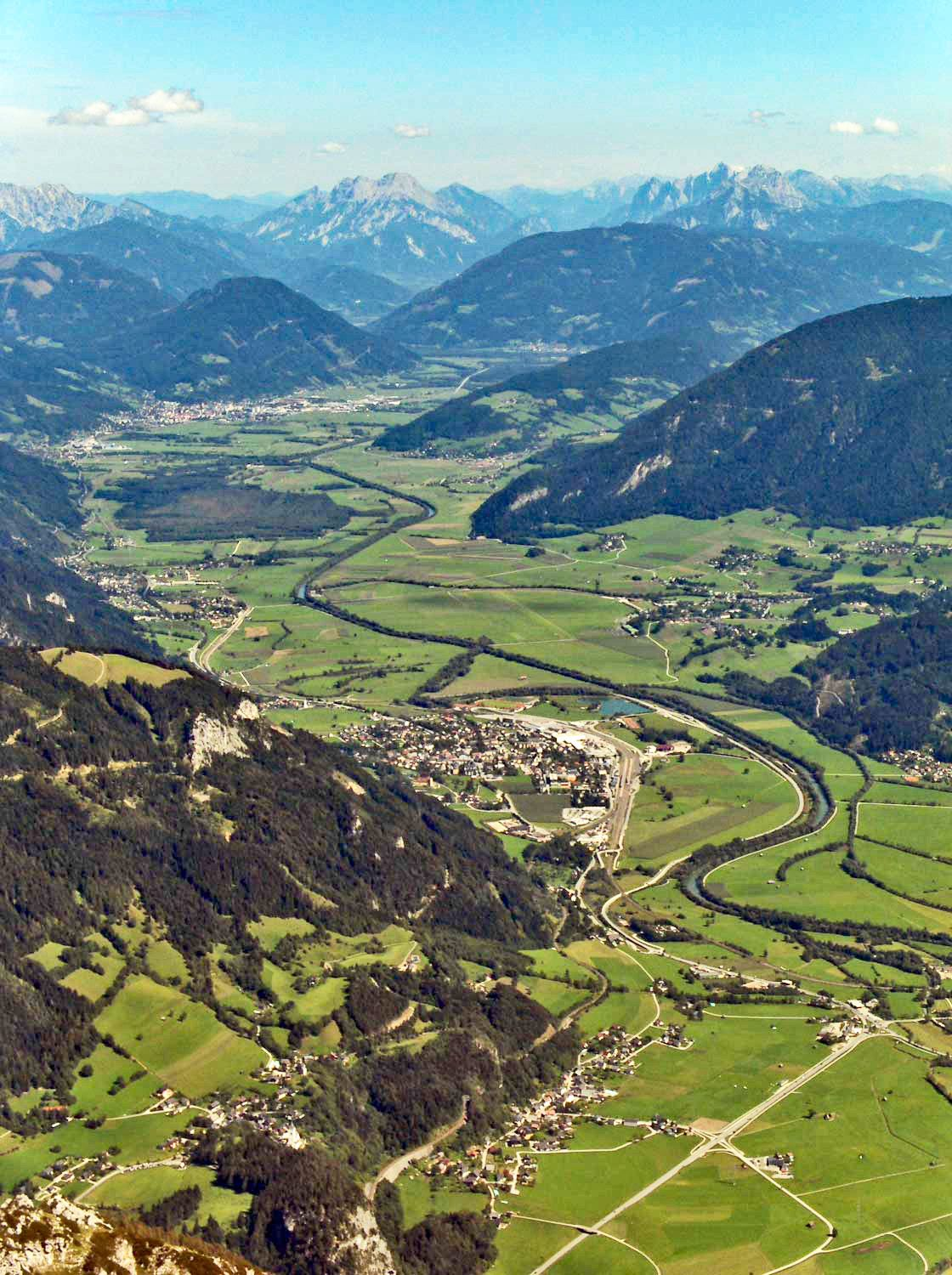
Az Enns folyó

A magyar népmesék: A magyar népmeséken többnyire egy szűkebb fogalom kört értünk, mint az általános írásbeliséget megelőző, majd sokáig mellőző, népieken átívelő mesék esetében. A magyar népmesék leginkább a feudális paraszti kultúra gyümölcse, noha egyes meséknek akár ókori gyökerei is lehet. A magyar népmesében többnyire hiányoznak az angol-francia kultúrában megszokott mese lények, mint pl.: gnómok, trollok és tündérek. A csoda tételt inkább mágikus képességekkel felruházott, de létező állatok (egér, ló, szarvas stb.), tárgyak (tű, kalap, malom stb.) és emberek viszik véghez, amelyek akár átváltozásra is képesek, az ókori istenekhez hasonlóan. Megjelenik még a boszorkány vagy boszorkányszerű mágikus tudású öregasszonyok, valamint az ördög és valamely családtagja. Az ördög szerepe nem mindig egyértelműen negatív, hanem néha a skandináv Lokihoz hasonlóan csalafinta, furmányos, tréfa csináló.
A magyar népmesék többnyire fiktív, helyen, időben valamint személyekkel játszódik, de kivételek itt is vannak, mint a rátótiak vagy Mátyás király mesék. A kitalált helyszín meghatározásra használt "Óperenciás tengeren túl" kifejezés azonban, akaratlanul is valós területet jelöl, ami a valószínűleg a "Ober Enns" kifejezésből vagyis "túl az Enns folyón"-ból származik. Az egyik feltételezés szerint a X. századi kalandozó magyarok az Ennsen, az Óperenciás-tengeren túlról hozták zsákmányukat és regényes történeteiket. Más források szerint az Óperencia az "ob der Enns", vagyis az Enns folyón túli Ausztria értelmében használták az alsó-ausztriai Welsben állomásozó magyar huszárok elsőként „távoli hely”, illetve „az ismert terület határa” értelemben.
Népmese feldolgozások: Az összegyűjtött népmeséket gyakran átírták különböző szerzők, hogy aktualizálják vagy több verzióban fennmaradt meséket egységesítsék. Ezen "javítások" néha nehezítették a mese eredetének kutatását. Ilyen munkákat végeztek a Grimm fivérek, Arany László, Benedek Elek, Illyés Gyula. Ezen meseátiratok, habár ismert szerzőhöz köthetőek, mégsem tekinthetőek egészen műmesének, mert az eredeti tartalom és mondanivaló zöme megmaradt.

### Műmese
Modern műmese vagy Fantasy?
Számos mese és fantasztikus elemeket tartalmazó modern mű esetén az olvasóban felmerül a kérdés, hogy a szerzemény mese vagy inkább fantasy műfajba sorolható be. A fantasy újabb műfaj mint a mese, ami A Gyűrűk Ura regény megjelenése után vált igazán elismertté. A mese-fantasy viszonylatában a műfaj besorolás megalapításának legegyértelműbb módja a mű összetettségének megvizsgálása. A mese jellemzője, hogy mind karakterábrázolásban és mind történetvezetésben meglehetősen egyszerű. Hiányzik belőlük a mélység, a karakterek embertípusokat és hozzájuk csatolható kliséket képviselnek. Többnyire könnyen meghatározható, ki a jó és rossz. A történet váza nem túl bonyolult és sokszor tipikus, könnyen kikövetkeztethető. Ennek következménye eztán az, hogy ezen művek relatív rövidek és gyermekek számára könnyen érthetőek. Ez a meghatározás még abban az esetben is igaz, ha a mese nyelvezete, vagy kulturális különbsége miatt a mai ember számára nehezen értelmezhető. Ezzel szemben a fantasy esetén mélysége van a főszereplők személyiség ábrázolásának és történet szálaiban is számos olyan elem van, amely összetett, a jó és rossz szerepe árnyaltabb, néha összemosódik. A másik fontos megkülönböztető jegy, hogy a fantasy esetén a történetnek mindig hátteret ad egy kitalált mitikus világ, vagy eredet, amely persze eltérhet a klasszikus ókori elemektől. Stílusából adódik, hogy csak megfelelő korú gyermekek tudják értelmezni és átlátni az eseményeket.
Így például a J. K. Rowling Harry Potter regényciklusa is fantasy műnek számít, azon belül ún. kortárs (contemporary) fantasy.
A műmese, olyan mese, amelynek szerzője ismert. Mivel a műmese fogalma, időben illetve földrajzilag és ezáltal az eltérő kultúrában egy nagyobb területet érint így stílusa és formája is rendkívül szerteágazó. Már időszámításunk előtti századokból származó meséknél is előfordult, hogy fennmaradt a szerző neve, de amíg az írás és olvasás nem volt széles körben elterjedt és használatos, addig számos ilyen mű szájhagyomány útján is terjed. Így fordulhatott elő aztán, hogy az ókori görög Aiszóposz "Farkas és a hét kecskegida" műmeséje később némileg átköltve magyar népmesévé vált. Habár a műmeséket az időmúlásával időnként átírhatják, sajátosságánál fogva jobban ellenáll a szájhagyománynál megfigyelhető változásnak.
Szűkebb értelmezésben a műmesét a "modern mese" szinonimájának használják és olyan új keletű meséket értenek alatta, amely művek már csak írásban terjednek és adott esetben nem tartják magukat a klasszikus népmese stílusához és szabályaihoz (például pozitív befejezés). Persze átdolgozások születnek ez esetben is, de ez nem véletlenszerű mint a szájhagyomány útján való terjedés esetén.
Műmeseszerzők pl.: Hans Christian Andersen, Oscar Wilde, akik még főleg felnőttek számára írtak meséket és Lázár Ervin, Csukás István írók akik zömmel gyermekmeséket alkottak. Mielőtt a fantasy műfaj önállósult volna, számos ma már odasorolható könyvet jobb híján modern műmesének kategorizáltak, mint Tolkien Hobbit-ját vagy George Orwell Állatfarmját.
Kortárs mese: Ezt a fogalmat több értelmezésben is szokták használni, akár országonként eltérő módon. A kortárs mesék egyik értelembe véve a mese íróra szokták vonatkoztatni. Olyan meghatározás is ismert, hogy a környezet az klasszikus mese de a történet vezetése az attól gyökeresen eltér (pl.:Shrek). Vagy a klasszikus mese elemekkel dolgozik, ugyanakkor a modern világunkra való értelmezéssel szolgál. Ritkábban a alaptörténet komor és félelmetes, eltérve ezáltal a klasszikus meseszabályoktól. Azonban más meghatározásban a kortárs jelző a mese történetének idejére és helyszínére értjük. Ez a mese a klasszikus meseszabályokat is elhagyva a jelenkorban játszódik, sokszor valós helyszíneken. Habár sokan a klasszikus meséket előnybe részesítik a kortárs meséknek megvan az előnye, hogy a gyermekek számára az azonosulás könnyebb, mint Janikovszky Éva műveiben vagy például Csukás István-Gaál Éva "Vakkancs szétnéz Budapesten" meséjében. Így mese ma már születhet legkisebb fiú, boszorkány, királylány vagy sárkány nélkül is. Néhány kortárs mese messzebb megy és akár a "jó és rossz" kontrasztját elhagyja, mint a Bartos Erika könyvei. Habár ez egyesek számára vitatott módszer, de ezen mesék a klasszikus meséhez túl fiatal korosztály számára is megérthető.
Modern verses mese:

## Mese típusai műfajai szerint

### Varázs vagy tündérmese

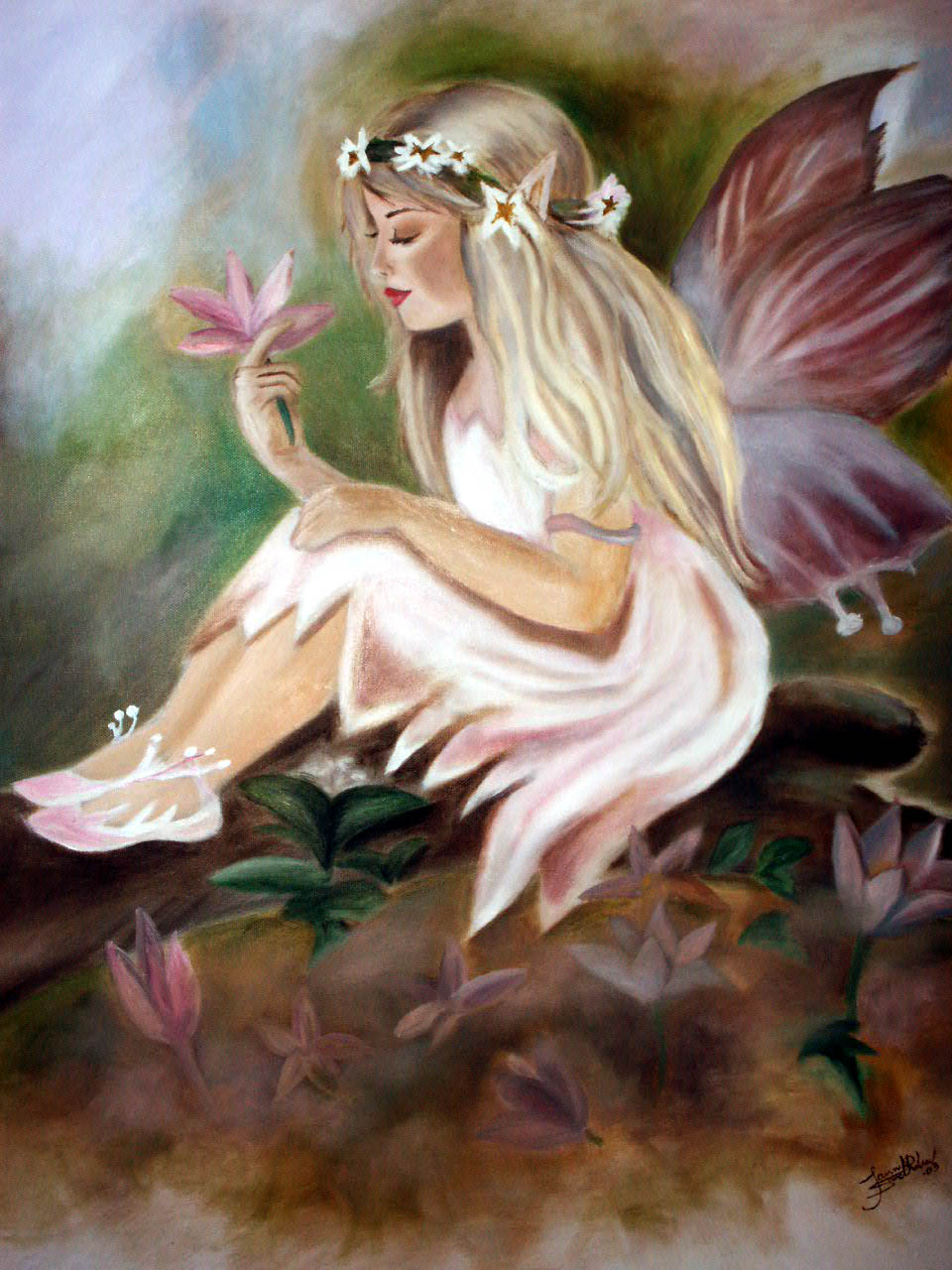

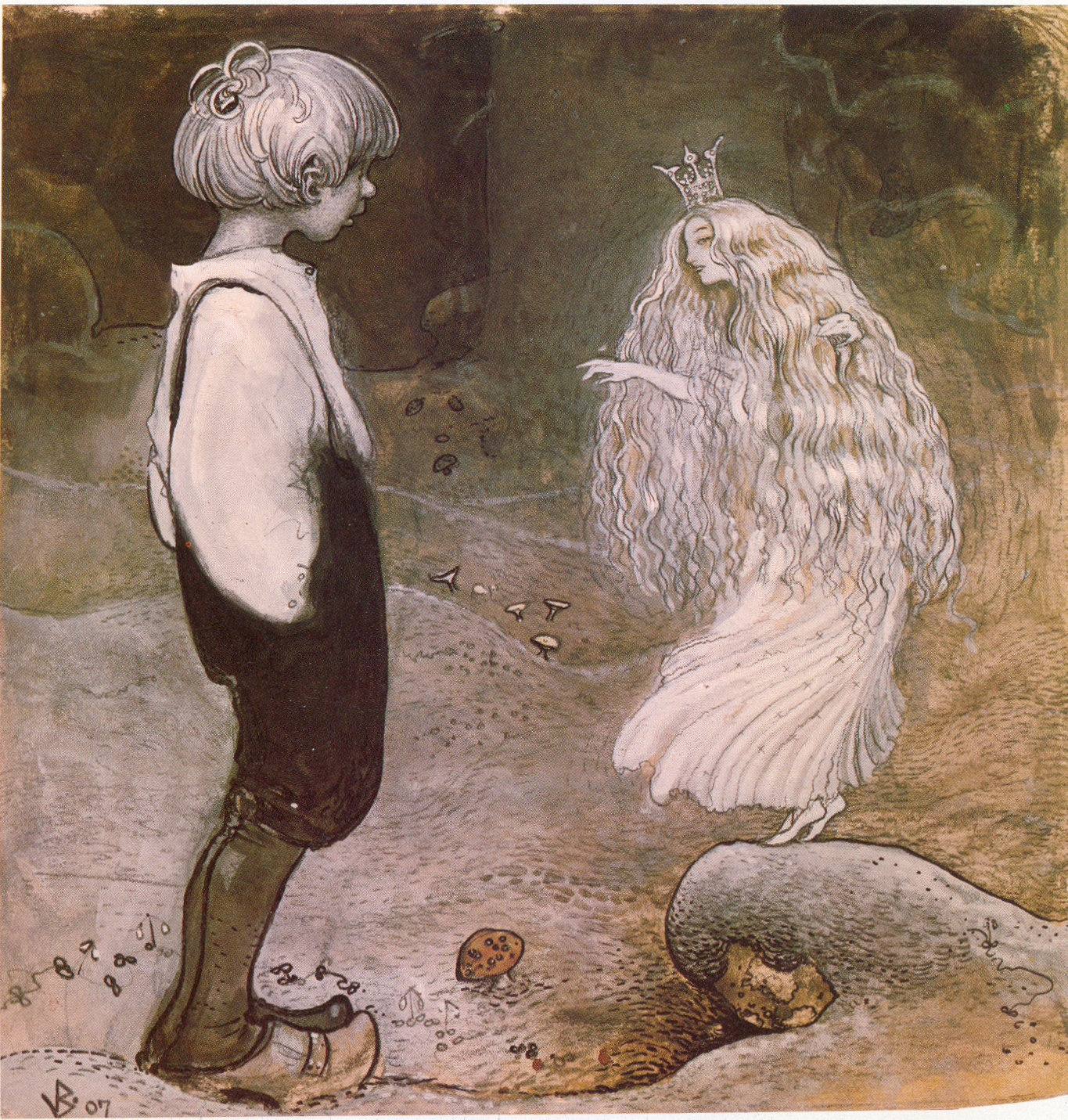

A tündérmese fogalmát ki más szavaival lehetne megfogalmazni, mint Vlagyimir Jakovlevics Propp mesekutató szavaival: „Varázs mesék olyan műfajú mesék, amelyek valamilyen kár vagy veszteség bevezetésével kezdődnek; vagy valami birtoklásának óhajával; folytatódnak a hős otthonról való távozásával, segítőjével való találkozással, akitől mágikus tárgyakat kap melyek segítségével a keresés tárgyát megtalálja. A továbbiakban az ellenséggel való találkozása szerepel majd visszatérés és üldözés. Ez a kompozíció gyakran tovább bonyolódik. A hős már visszatérőben van, amikor testvérei szakadékba taszítják. Ezután mégis megérkezik, nehéz problémákon esik át, megnősül és király lesz vagy saját országában, vagy apósáéban. Ez a rövid kompozicionális mag, amely igen sok és nagyos sokféle szüzsé alapját képezi.” Tágabb értelmezésben mágikus vagy varázsmese. De úgy szokták tanítani, hogy "főhőse varázstárgyak csodás segítségével bármilyen akadály legyőzésére képes".
A tündérek népi meseként a magyar kultúrkörben nem jellemzőek. Leginkább hasonló varázsmeseként ismert a csodás szépségű, természetfeletti lények "szépasszonyok" amelyek a Csallóközben és Székelyföldön jegyeztek fel. Valamint megemlítendő még a "hattyúlányok" motívuma, amely feltehetőleg görög mítosz eredetű. Új típusú tündérmesék, a 17–18. sz Franciaországban jelent meg részben írói alkotásként (pl.: Mme D’Aulnoy, Perrault), amelyek aztán gyenge minőségű fordításként terjedtek el hazánkban. A leghíresebb magyar mű tündérmese a Tündérszép Ilona és Árgyélus királyfi.
Az angol fairy tale tündérmese megnevezés a magyar tündérmesénél jóval tágabb fogalom, gyakorlatilag minden klasszikus gyermek mesét magában foglal, függetlenül attól, hogy ténylegesen szerepelnek-e benne tündérek vagy nem.

### Tanmese (fabula)
A fabula latin eredetű és azt jelenti, hogy kitalált történet, mese. Eredetileg prózában majd a 17. századtól La Fontaine munkásságát követően inkább verses formában megírt tanmesék, amelyben többé-kevésbé antropomorfizált állatok vagy ritkábban növények a főszereplők. Így embertől elvonatkoztatva segít megérteni valamilyen erkölcsi vagy vallási tanulságot. A tanmesék a népi bölcsességeket megjelenítő népmese kincset gazdagítják. Legrégibb emlékei a Kr. e. 2. évezredből, a sumer irodalomból maradtak fenn. Ismert az időszámításunk előtti 3. évezredből egy sumer mese: ’’Mese az okos és a kilenc buta farkasról’’. Ez a mese iskolai oktatást szolgálhatott és a 10-es számrendszerben végzett összeadásról és annak kummutativ voltáról ad át ismereteket a hallgatójának.
Az indoiráni kultúrkör szanszkrit nyelvű állatmese-gyűjteménye, a Pancsatantra a II.-III. századból származik. Ennek perzsa közvetítéssel készített arab nyelvű változata Kalīla wa Dimna. Másik ismert arab tanmeseíró Lokman (arabul: حکیم لقمان), akinek nevét a Korán 31. szurája viseli. Az európai kultúrkörben a tanmesék fabulák megteremtőjének Aiszóposzt tekintik aki Phaedrus, Babriosz munkásságának köszönhetően vált a középkori Európában közismertté. Az ókorban a fabulák nem tartoztak az irodalmi művek körében inkább az alsóbb osztályok szórakoztatását erkölcsi nevelését, szolgálták.
Magyarországon többek között Heltai Gáspár és Csokonai Vitéz Mihály írt tanmeséket.

#### Állatmesék

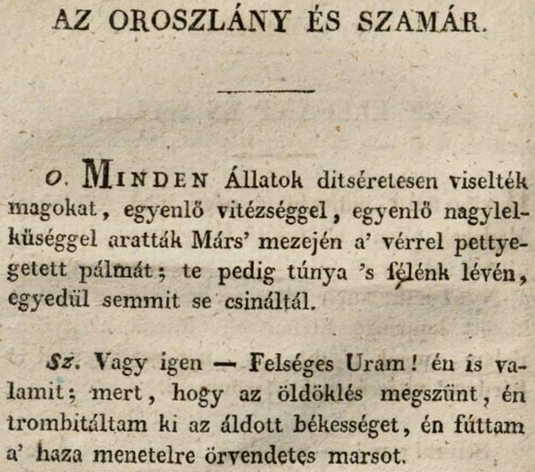
Décsei János állatmeséje (1825)

Az állatmese nem más, mint minden olyan mese amelyben az állatok emberi tulajdonsággal rendelkeznek, úgy gondolkodnak, beszélnek, cselekszenek, de a mese emberi szereplőjében vagy a hallgatóban vagy a mesemondóban nem keltenek csoda érzetet. Gyökerei ősi mítoszokig nyúlnak vissza. Ezek a mesék kezdetben erkölcsi példázattal, bölcselettel és oktató, tanító jelleggel bírtak. Ebben a mesetípusban a főhősnek nincsenek segítői. Az 1900-as években az állatmesék nem bölcselkedést vagy erkölcsi példázatot jelentettek, hanem gyakran tartalmaztak kritikát. Magyarországon, kezdeti oktató-tanító jellege miatt lett népszerű. Ekkortájt történetek, vasárnapi szentbeszédek, kalendáriumok, iskolai olvasókönyvek, prédikációk- és szólásgyűjtemények által kerültek a köztudatba. Minden népnek meg van a saját ősi meséi, mítoszai. Az afrikai népmesékben az állatokat a törzsfők irányítják. Az afrikai mesékben Afrikába előforduló számunkra egzotikus állatok a főhősök. (pl.:elefánt, krokodil, oroszlán leopárd) Az adott törzs szokásai, hagyománya, határozza meg az állat megítélését. Ezeknek az afrikai népmeséknek témája a nyers erő felett győző ész. Az Orosz állatmesékben a mesék általában az állatok tulajdonságait magyarázza és az állatok közötti viszonyról is írnak. A kelet-európai mesék mindkét nemzet állatmese témáiból vett át. A magyar állatmese kedvelt állatai a medve, róka, farkas, sün, a macska, kutya, ló, nyúl, egér, béka, oroszlán. Legkedveltebb téma ezeknél a mesetípusoknál (magyar állatmese) a farkas-róka, medve-róka szembeállítása, rivalizálás. A rivalizálás állatok és ember, ragadozó-táplálék állat, vadállat és haszonállat között zajlik. Az eredetet magyarázó állatmesék általában okokat és miérteket kutatnak. Erre példa legősibb konfliktus okának keresése, mint a kutya és a macska, macska és az egér viszálykodása. Általában a miért kérdésekre félig tréfás félig elfogadható magyarázatokat kapunk.

### Tréfás mesék
Rövid humoros, vagy éppen gunyoros, ironikus hangulatú történet.

#### Hazugság vagy bolond mese
A hazugság vagy bolond mese, ahol hazugságok lódítások sorozata alakítja ki a mesét, aminek nincs is igazi egységes tartalma. legtöbbször a mesélő úgy adja elő mintha vele esett volna meg a történet. Jellemzően verses formájú.

#### Formulamese
A formulamesében nem csak a tartalom hanem a mese formája is meghatározó.
- A láncmesében úgy tűnik véget nem érően folyik a történet újabb és újabb feltételek születnek a történet vezetésbe, amely akár végtelen is lehet ha a vége visszatér a kiinduló ponthoz.
- A csalimesében a látszólag felépített történet hirtelen irányt vált vagy váratlan befejeződik egy nem várt csattanóval.

### Novellamese
A középkorban jelenik meg és elrugaszkodva a mesei hagyományoktól a helyszín és a személyek pontosabban behatároltak, a mesék pedig realisztikusabbak, noha a történet világa továbbra is meseszerű marad.

### Hősmese
A hősmese (mint a címből is következtethetünk) egy hősről szól , akinek természetfeletti ereje van. Olyan mese aminek a főhőse harcban győzi le az ellenfelét. A mese végén a hős legyőzi az ellenfelét és megkapja amit akar.

## Mese variánsok

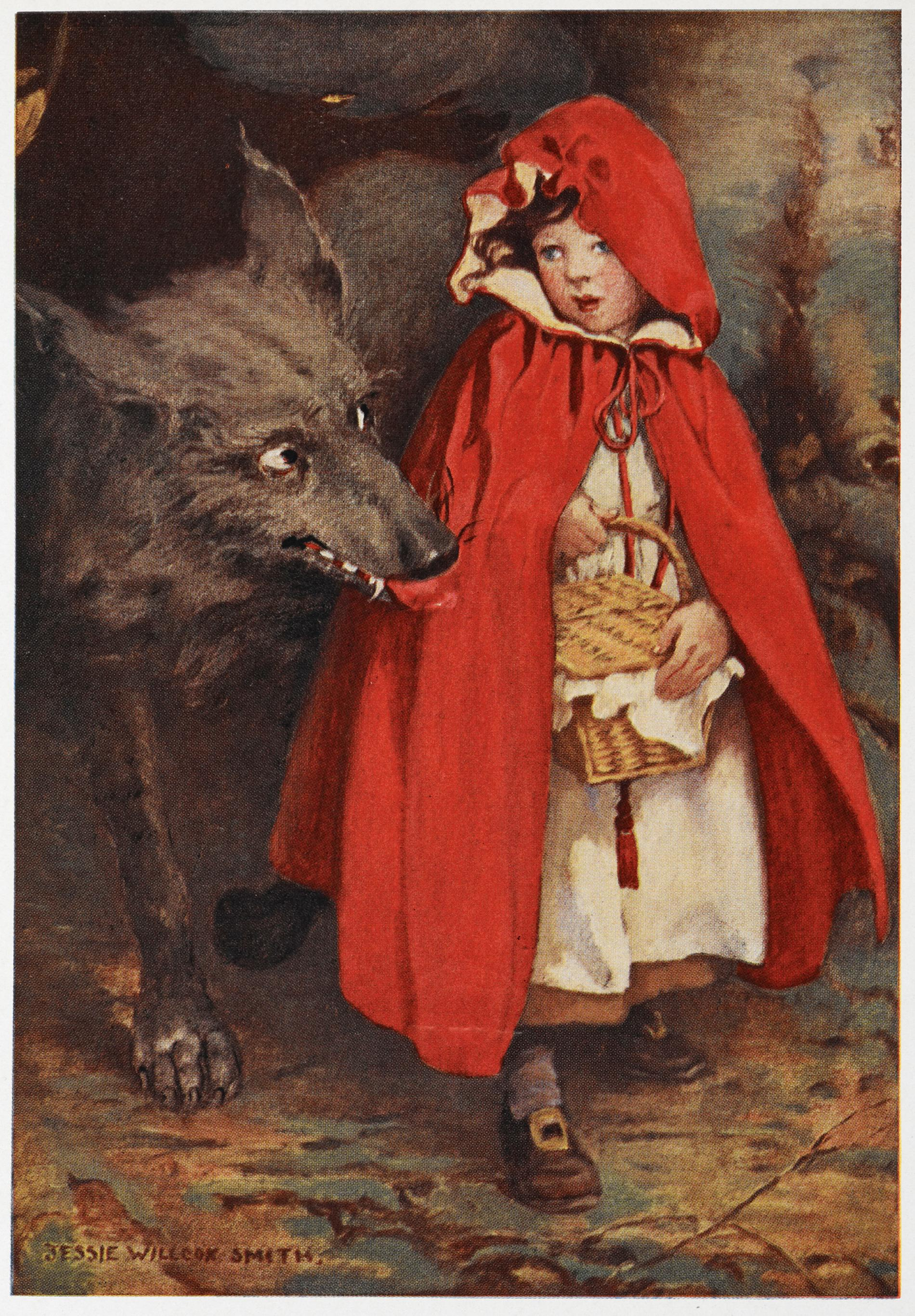
Piroska és a farkas – Jessie Willcox Smith, 1911

A műfaj sajátosságaiból adódik, hogy a mesékben számos variáns alakult ki az idők folyamán. Ez elkerülhetetlen volt a szájhagyomány útján terjedő művek esetén, ahol azonos kultúrkörökön belül is különböző elbeszélési stílusok alakultak ki, amit csak fokozott az interkulturális hatások. A variánsok kialakulását a mesék lejegyzése fékezte, de nem szüntette meg teljesen. Habár a Grimm fivérek első alkalommal az aktuálisan köztudatban lévő eredeti mese szövegeit adtak közre, de a későbbi mese kiadásoknál, már átírták és modernizálták a szöveget. Később a különböző nyelvre fordításakor is az egyes országokban esetenként újabb változatok kerültek rögzítésre. Ma már az írott szöveg alapján való mesélésben ez a folyamat megtorpant, de az elmúlt évszázadok alatt sok mese tartalma szelídült meg az eredeti felnőtt mese verziókhoz képest. Eredetileg például a Piroska és farkas mesében Piroska nem éri meg élve a mese végét, végleg meghal és ilyen brutális befejezés adja azt a tanulságot, hogy ne álljunk szóba idegenekkel, mert az végzetes lehet.  Jól példázza ez a végkifejlet, hogy a felnőtteknek szóló korai mese verziókban, nem volt alapvető jegy, hogy a jó diadalmaskodik a rossz felett. A Piroska és a farkasból legalább 35 verziót tartanak számon a kultúrantropológusok, amelyben 70 különböző változó elem van. A kutatók és közös gyökerének egy 2600 éves Aiszóposz fabulát tartják. A mese változatai Kínában (tigrissel a farkas helyett) és Iránban is megjelentek aztán, de ismerünk japán, koreai, kínai és burmai verziókat is. 

Egy mese variáns kialakulásnál adott esetben akkor is társadalom és kultúrevolúciós hatásról beszélhetünk, ha a változatot egy mesegyűjtő vagy fordító hozza létre, de azt úgy teszi, hogy az aktuális társadalmi igények szerint formálja a mesét. Ha ezt megfelelő módon végzi, akkor az ilyen módosított verziók jobb eséllyel tud a hallgatóság azonosulni és így könnyebben rögzül is. Azonban azt is előfordult, hogy egy mese módosítást az aktuális hatalom vagy politika kezdeményezi. Francia történészek kutatások alapján feltételezik, hogy Arthur király legendáját az aktuális politikai igényeknek megfelelően angol nacionalista célokat szolgáltak és ez alapján formálták a történeteket. A német náci propaganda gépezet is felismerte a klasszikus mesékben rejlő lehetőségeket. Az első ilyen mese változat 1935-ben megjelent Csizmás kandúr volt, aki a mese végére Hitlerszerű alakká változik. Több hasonló mese és mese feldolgozás is született. Természetesen ezen variánsok az erőltetett, idegenszerű volta miatt nem maradnak könnyen a köztudatban. Goebbels fel is hívta a figyelmet, hogy körültekintően kell eljárni a módosításokkal, mert a gyerekek hamarabb észreveszik az oda nem illő, propagandisztikus részeket, mint a szüleik.

## A mese és a pszichológia
Jung úgy tekintett a mesékre, mint kollektív tudattalanunk dokumentumai. A mesék az emberi psziché fejlődésébe bepillantást adhatnak, az által, ha egyes variánsok esetében vizsgáljuk, hogy a korok mesélői mit tartottak érdemesnek megtartani és a mesébe szőni.